# 堺町通

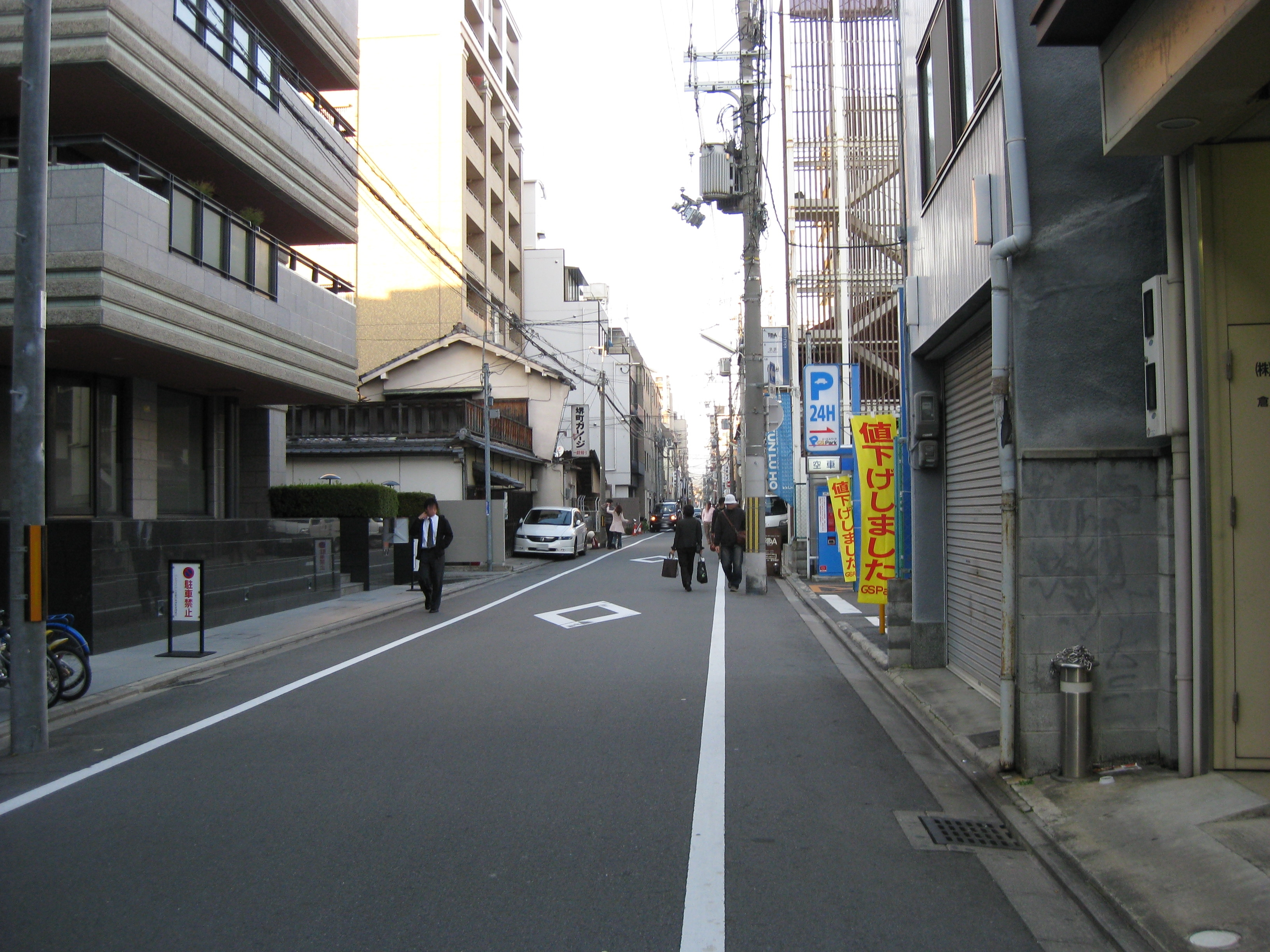
堺町通(堺町通蛸薬師上る付近から北方向を望む)

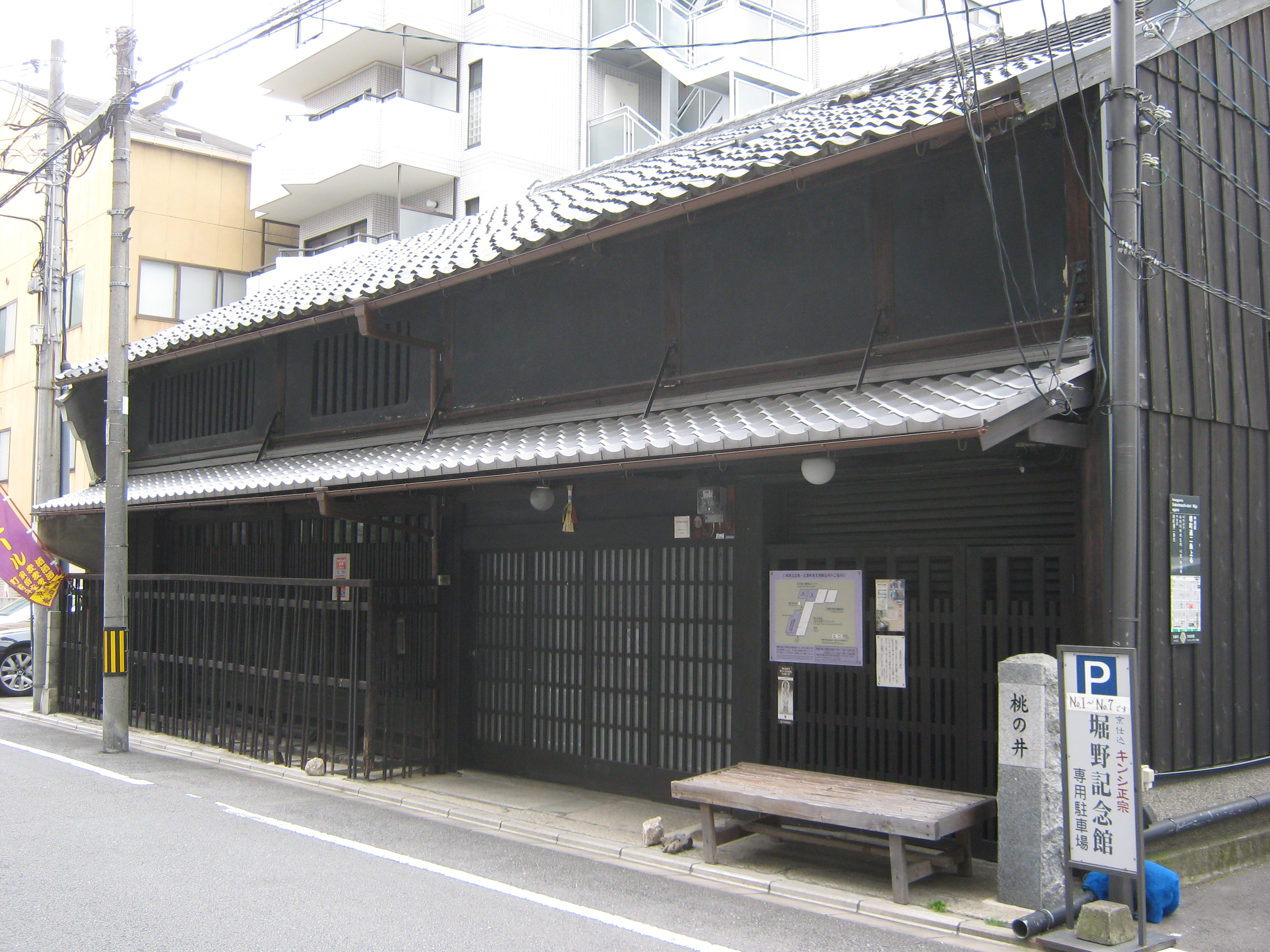
キンシ正宗堀野記念館・京都市中京区

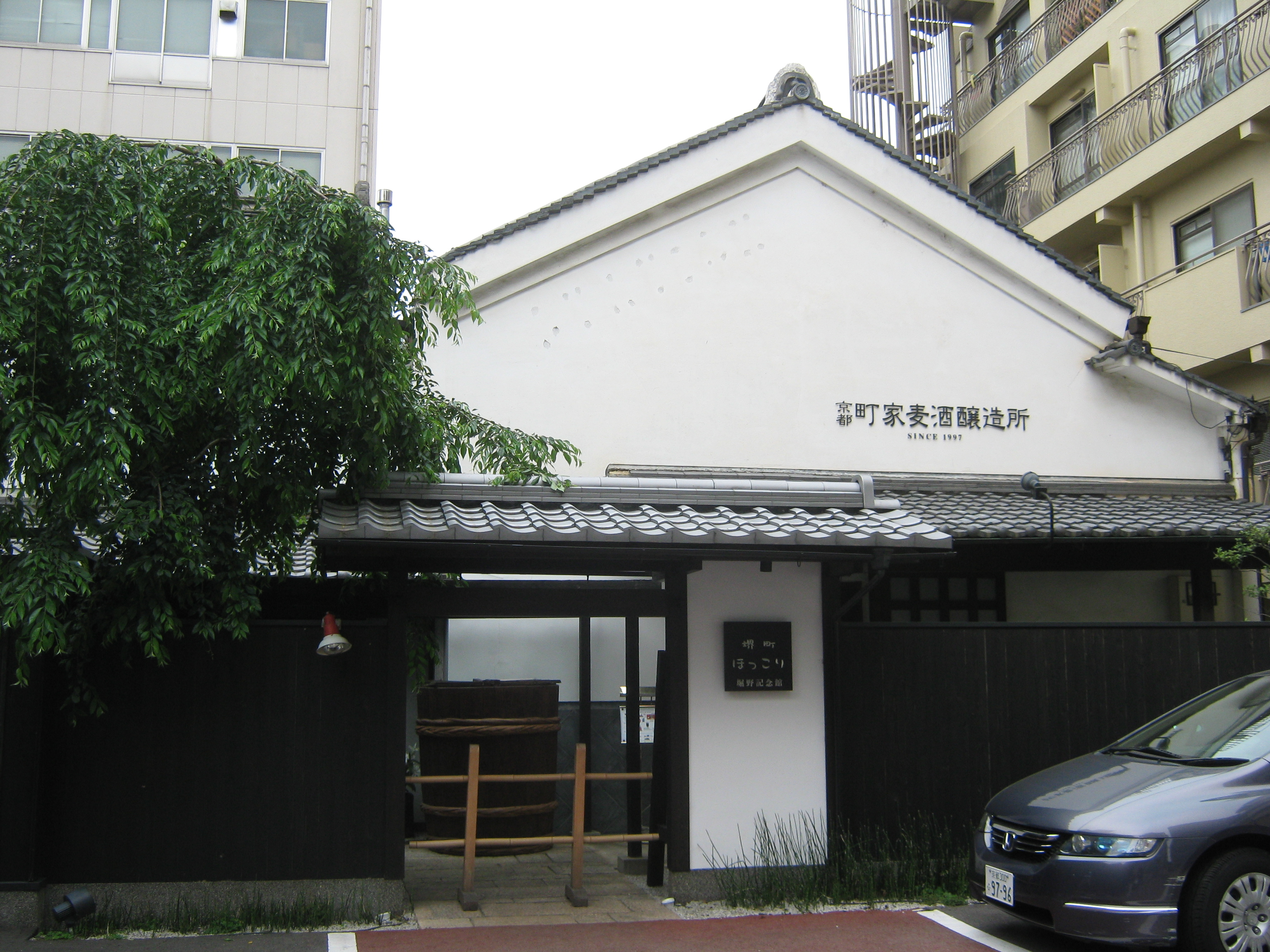
キンシ正宗堀野記念館・京都市中京区

堺町通（さかいまちどおり）は京都市内の南北の通りの一つ。北は丸太町通から南は五条通まで。途中仏光寺通と高辻通の間で分断されている。
平安京には存在せず、豊臣秀吉による天正の地割で新設された通りである。通り名の由来は、戦国時代に京都の町が衰退していたころには、このあたりが京の街と田畑との境界であったこととされる。
通りの北端に京都御苑の堺町御門がある。江戸時代には通り沿いに多くの材木商があり、今も「杉屋町」・「丸木材木町」などの町名が残っている。

## 主な沿道の施設
- 京都御苑堺町御門 丸太町
- キンシ正宗　堀野記念館（酒造道具や酒蔵と京町家の見学）
- 錦市場
- イノダコーヒ本店